# Chiesa di San Bartolomeo (Lubiana)
La chiesa di San Bartolomeo (in sloveno: cerkev sv. Jerneja) è una delle chiese più antiche di Lubiana, la capitale della Slovenia.

## Storia
Le prime notizie storiche risalgono al 1370, quando proprio davanti alla chiesa venne firmato un trattato di pace tra il duca d'Austria Leopoldo III d'Asburgo, il doge Andrea Contarini e Alberto III d'Asburgo il 30 ottobre di quell'anno, restituendo Trieste per 75.000 fiorini.
Nel 1825 un incendio danneggiò la chiesa che fu successivamente restaurata.

## Architettura
La chiesa mostra a tratti alcuni elementi dell'architettura romanica, unita allo stile barocco. Tra il 1933 ed il 1936 la chiesa è stata ridisegnata secondo lo stile dell'architetto Jože Plečnik.
Nel 2009 è stata inserita nell'elenco dei beni culturali sloveni come monumento culturale di importanza nazionale, registrato con il numero 2000.